# Through the Barricades
Through the Barricades — пятый студийный альбом британской группы Spandau Ballet, изданный 17 ноября 1986 года на лейбле CBS Records International. Группа продолжала попытки воспроизвести звучание своих живых выступлений на студийном альбоме, которые были безуспешными на предыдущем альбоме Parade. Кроме того, они хотели устранить все ложные представления о своей музыке, возникшие после успеха их первого американского хита «True», и изменить стиль своей музыки на стиль рок-группы. Заглавная песня, в которой рассказывается о трудностях в отношениях, была выбрана в качестве названия альбома из-за того, как, по их мнению, их воспринимали. Through the Barricades также стал их первым альбомом на лейбле после ухода с Chrysalis Records из-за спада их популярности в США после выхода «True».
Through the Barricades достиг седьмого места в чарте альбомов Великобритании UK Albums Chart и получил платиновую сертификацию за продажи в 300 000 единиц. Некоторые рецензии были критическими, ставя в упрёк либо продюсирование, либо сочинение песен. Группа была разочарована успехами синглов в чартах. Заглавная песня достигла шестого места в Великобритании, но единственная из трёх песен попала в первую десятку. Лейбл не выпускал синглы в США в течение нескольких месяцев после того, как это было сделано в других странах, и группа оказалась в том же положении, не чувствуя, что они получают там то, что хотели. Тот факт, что во время работы над альбомом участникам группы предложили заняться актёрской деятельностью, был воспринят как начало распада группы, который произошёл после выхода следующего альбома Heart Like a Sky в 1989 году.

## Предыстория
Сингл Spandau Ballet 1983 года «True» стал их первой песней, попавшей в Billboard Hot 100 в США, где она заняла четвёртое место, а также провела неделю на первом месте в чарте журнала Adult Contemporary. Однако перед выпуском следующего сингла «Gold» в том же году ведущий гитарист и автор песен Гэри Кемп признал, что более мягкий стиль «True» может дать людям очень ограниченное представление об их музыке. Он надеялся, что предстоящее турне по США в поддержку альбома True лишит эту часть аудитории представления о том, что остальные их песни звучат одинаково. Группа вновь обратилась к этой проблеме в 1985 году, когда гастролировала с британо-американской супергруппой The Power Station, чтобы, по словам Billboard, «завоевать больше рок-авторитета».
В то время они уже предпринимали действия против своего лейбла, Chrysalis Records. В своей автобиографии «I Know This Much: From Soho to Spandau» Кемп написал: «Америка шла не по плану. Сингл „Gold“ стал хитом, хотя и не таким большим, как „True“… В то время как мы продавали большие объёмы в Европе и других странах, Chrysalis America не справлялись со своей задачей». Следующие два сингла в США, «Communication» и «Only When You Leave», также не попали в чарты, как и в других странах, и Кемп был уверен, что во всем виноваты Chrysalis. В 1985 году группа подала в суд на лейбл за то, что он не поддерживал и не продвигал их творчество. В результате мирового соглашения Chrysalis потеряли права на любые новые записи Spandau Ballet, которые затем подписали контракт с CBS Records в 1986 году.
Для своего дебюта на CBS группа «хотела получить более крупное, мясистое звучание, более подходящее для арен, на которых мы теперь играли». Это желание расширить звучание возникло во время тура True, когда группа заметила, что их химия на сцене улучшилась. Тогда они решили, что их следующий альбом должен передать то ощущение живого выступления. Они продолжили работу с сопродюсерами альбома True Тони Суэйном и Стивом Джолли над его продолжением, Parade, но Кемп чувствовал, что этот альбом не достиг того нового звучания, к которому они стремились. В интервью журналу Number One в 1986 году он рассуждал: «Я думаю, мы немного боялись сделать большой скачок после True. Проблема заключалась в том, что Parade на пластинке был совсем не таким, каким мы его делали вживую. Люди шли домой и были разочарованы пластинкой».
Группа провела некоторое время в Дублине и Кемп начал писать там песни для своего следующего альбома в течение шести месяцев в 1985 году. В это время они общались с участниками рок-группы Def Leppard, которые также жили там. Кемп приписывает им влияние на звучание арена-рока на альбоме:2:41. Он также приписывает Live Aid, потому что считает, что это заставило фанатов захотеть увидеть живые выступления, объясняя: «Люди устали сидеть дома и смотреть на красивых людей в видео. Они хотят выйти из своих домов и стать частью этого».
Кемп был уверен, что «Through the Barricades» достиг того звучания живого выступления, которое они хотели получить. Во время его выхода он объяснил в журнале Number One:
На новом альбоме мы передали много живых ощущений и сырой энергии. О нас как о группе до сих пор существует множество неверных представлений. Именно поэтому мы назвали его «Сквозь баррикады». Люди до сих пор думают, что мы все просто позеры и не умеем играть на своих инструментах. Они не убеждаются в этом, пока не увидят, как мы играем вживую.

## Релиз и коммерческие показатели
Альбом Through the Barricades был выпущен 17 ноября 1986 года и 25 ноября получил золотую сертификацию Британской ассоциация производителей фонограмм за достижение порога в 100 000 единиц продаж.
Альбом вошёл в чарт альбомов Великобритании 29 ноября и продержался в чарте 19 недель, первую из которых он провёл на пиковой позиции под номером 7. Он также стал номером 1 в Италии, номером 3 в Нидерландах, номером 6 в чарте европейских альбомов и в Исландии, номером 8 в Норвегии, номером 9 в Германии, номером 25 в Швеции и Швейцарии, номером 26 в Австралии, номером 27 в Финляндии, номером 48 в Новой Зеландии, номером 79 в Японии, и номером 84 в Канаде. В США альбом был выпущен 20 марта 1987 года. 6 мая того же года он получил платиновую сертификацию в Великобритании за достижение тиража в 300 000 единиц.
Переиздание 2017 года изначально планировалось как издание к 30-летию альбома, но поскольку мастер-ленты были записаны с помощью цифровой машины, которая не производилась с 1980-х годов, было трудно найти такую машину для переноса записей. Из-за этой задержки они пропустили срок, необходимый для выпуска переиздания в предыдущем году.

## Отзывы
| Оценки критиков               | Оценки критиков |
| Источник                      | Оценка          |
| ----------------------------- | --------------- |
| AllMusic                      | [ 32 ]          |
| The Rolling Stone Album Guide | [ 33 ]          |

Альбом получил смешанные отзывы музыкальной критики и интернет-изданий. На момент выхода Through the Barricades получил смешанные отзывы от североамериканских журналов, некоторые из которых по-прежнему считали, что группа сосредоточилась на танцевальной музыке, и не признавали их переход к року. Журнал RPM настаивал, что «Fight for Ourselves» «определённо может зажечь танцполы». Cashbox писал: «Spandau объединились со студийным мастером Art of Noise Гари Ланганом для создания звукового потока мелодичной, стимулирующей танцевальной музыки». Billboard, однако, критически оценил изменения, отметив, что «проблемы возникают… когда группа осмеливается перейти на более хард-роковую территорию — более тяжёлый штрих от члена Art of Noise Лангана мог бы помочь справиться с этим».
Британские музыкальные журналы также неоднозначно отреагировали. Карен Суэйн из Number One написала, что и заглавная песня, и альбом показали, что Кемп «все ещё умеет делать запоминающийся припев и обладает уверенным коммерческим чутьём». Вичи Макдональд из Smash Hits дала две оценки в своей рецензии: «(Музыка: 7 из 10; Лирика: 2 из 10)». По её мнению, тексты песен «ужасны», но музыка «чрезвычайно энергична». Роджер Мортон из Record Mirror также счёл нужным дать две оценки: «4 из 5 за презентацию; 1 из 5 за смелость». Он выразил мнение, что песни «в конечном счёте были сведены на нет самосознательной классичностью всего этого».
Ретроспективные рецензии были в основном критическими. Пол Эванс написал краткий обзор большей части дискографии альбомов Spandau Ballet в журнале The Rolling Stone Album Guide и дал альбому Through the Barricades полторы звезды из пяти, отметив, что группа «сделала странный поворот в сторону арена-рока и пауэр-баллад». В рецензии для AllMusic Дэн Лерой написал: «Раскачивая гладкий соул Spandau Ballet, Through the Barricades удаётся избежать катастрофы благодаря мелодичным творениям автора песен/гитариста Гэри Кемпа». ЛеРой утверждает, что «продюсирование и микширование — вот что портит эту работу. Большинство мелодий требуют гитарного и барабанного напыщения; вместо этого рифф-роковые „Cross the Line“ и „Fight for Ourselves“, в частности, подпорчены политкорректно звучащей ритм-секцией». Он похвалил заглавный трек, который, по его словам, «стал заслуженным хитом».

## Синглы
Песня «Fight for Ourselves» была выпущена в виде 7-дюймового сингла в Великобритании 14 июля 1986 года и заняла 15-е место, став первым синглом с альбома, не попавшим в топ-10. Хотя в Ирландии, Италии и Испании и в европейском рейтинге European Hot 100 она заняла более высокие места, её пиковые позиции в других странах были в основном ниже, чем в Великобритании. Вокалист Тони Хэдли написал в своей автобиографии 2004 года «To Cut a Long Story Short», что в основном невпечатляющие цифры «едва ли соответствовали нашим надеждам на мировой успех». Критики в основном негативно отзывались о альбоме. Хотя один из них назвал альбом «нокаутом», другие оценили его как «отстойный» и «абсурдно-параноидальный».
Песня «Through the Barricades» была выпущена в Великобритании 27 октября 1986 года и заняла 6-е место в британском чарте синглов UK Singles Chart. Хотя группа думала, что песня будет успешной, они были разочарованы тем, что она не заняла более высокое место в чарте. Она попала в топ-10 в нескольких других странах и получила серебряный сертификат Британской фонографической индустрии 2 апреля 2021 года за достижение порога в 200 000 единиц отгрузки. В США журнал Cashbox опубликовал рецензию на песню в колонке Single Releases в номере от 20 июня 1987 года и рекомендовал сингл розничным продавцам и радиостанциям. Однако мнения в целом разделились: один рецензент назвал песню «лучшей» на альбоме, а другой заключил, что «даже прекрасно сделанная заглавная песня, несомненно искреннее сетование на Северную Ирландию, в итоге звучит фальшиво».
Песня «How Many Lies» была выпущена в Великобритании 2 февраля 1987 года и заняла 34-е место в чарте UK Singles Chart. В большинстве стран, где она имела успех, она была выше. В США журналы Billboard и Cashbox в своих обзорах песни для американских розничных магазинов и радиостанций от 21 марта 1987 года отметили, что «How Many Lies» была первым синглом с альбома Through the Barricades, выпущенным там. Эта песня также вызвала различные комментарии: один критик назвал её «шедевром», другой — «(отстойной) ямой».

## Последствия
Менеджер Стив Даггер был особенно обеспокоен тем, как мало промоушена альбом получил от CBS в Америке. Кемп счёл их незаинтересованность «ироничной, учитывая, что Америка была причиной, по которой мы вообще к ним присоединились». Он сказал Даггеру, что винит себя в том, что не написал несколько переработок «True», чтобы поддержать их успех.
В своей автобиографии Кемп предположил, когда появились первые признаки того, что группа распадётся. По его мнению, это было время записи альбома во Франции в Miraval Studios, когда он воссоединился с Домиником Анчиано, с которым группа работала над видеоклипами, и Рэем Бёрдисом, одноклассником Кемпа и его брата Мартина, басиста группы, которого они знали по учёбе в театральной школе Анны Шер. Анчиано пришёл, чтобы послушать песни, которые группа хотела превратить в клипы. Бёрдис пришёл обсудить своё желание, чтобы братья Кемп изобразили гангстеров-близнецов Ронни и Реджи Крэев в фильме «Крэи» 1990 года. Их выбор участвовать в фильме означал, что они отсутствовали в студии, когда группа работала над своим следующим альбомом Heart Like a Sky, что вызвало разлад между членами группы. Кемп писал: «Для остальных членов группы фильм, должно быть, был похож на то, что мы были неверны по отношению к ним. Со своей стороны, я чувствовал, что они поступают несправедливо, учитывая всю преданность группе, которую я проявлял на протяжении многих лет».

## Список композиций
Слова и музыка всех песен — Гэри Кемпом.
| №  | Название                    | Длительность |
| -- | --------------------------- | ------------ |
| 1. | «Barricades ‒ Introduction» | 1:17         |
| 2. | «Cross the Line»            | 4:07         |
| 3. | «Man in Chains»             | 5:40         |
| 4. | «How Many Lies?»            | 5:21         |
| 5. | «Virgin»                    | 4:23         |
| 6. | «Fight for Ourselves»       | 4:22         |
| 7. | «Swept»                     | 4:53         |
| 8. | «Snakes and Lovers»         | 4:36         |
| 9. | «Through the Barricades»    | 5:58         |

## Чарты
| Чарт (1986—1987)                        | Высшая позиция |
| --------------------------------------- | -------------- |
| Австралия (Kent Music Report)           | 26             |
| Великобритания (UK Albums Chart)        | 7              |
| Германия (Offizielle Top 100)           | 9              |
| Европа (European Albums, Music & Media) | 6              |
| Исландия (Tónlist)                      | 6              |
| Италия (Musica e dischi)                | 1              |
| Канада (RPM Top Albums/CDs)             | 84             |
| Нидерланды (Album Top 100)              | 3              |
| Новая Зеландия (RMNZ)                   | 48             |
| Норвегия (VG-lista)                     | 8              |
| Финляндия (Suomen virallinen lista)     | 27             |
| Швейцария (Schweizer Hitparade)         | 25             |
| Швеция (Sverigetopplistan)              | 25             |
| Япония (Oricon)                         | 79             |

| Чарт (1985)             | Позиция |
| ----------------------- | ------- |
| Великобритания (Gallup) | 75      |

## Сертификация
| Регион                                                      | Сертификация | Продажи  |
| ----------------------------------------------------------- | ------------ | -------- |
| Великобритания (BPI)                                        | Платиновый   | 300 000^ |
| Испания (PROMUSICAE)                                        | Золотой      | 50 000^  |
| Нидерланды (NVPI)                                           | Золотой      | 50 000^  |
| ^ Данные о тиражах приведены только на основе сертификации. |              |          |